# Budja
Budja je priimek v Sloveniji, ki ga je po podatkih Statističnega urada Republike Slovenije na dan 1. januarja 2010 uporabljalo 344 oseb in je med vsemi priimki po pogostosti uporabe uvrščen na 1.065. mesto.

## Znani nosilci priimka
- Blaž Budja (*1975), arhitekt
- Bojan Budja (*1954), novinar, urednik, publicist
- Mihael Budja (*1951), arheolog, univ. prof.